# Frihetsbröderna
För ordenssällskapet med samma namn, se Förbundet Frihetsbröderna

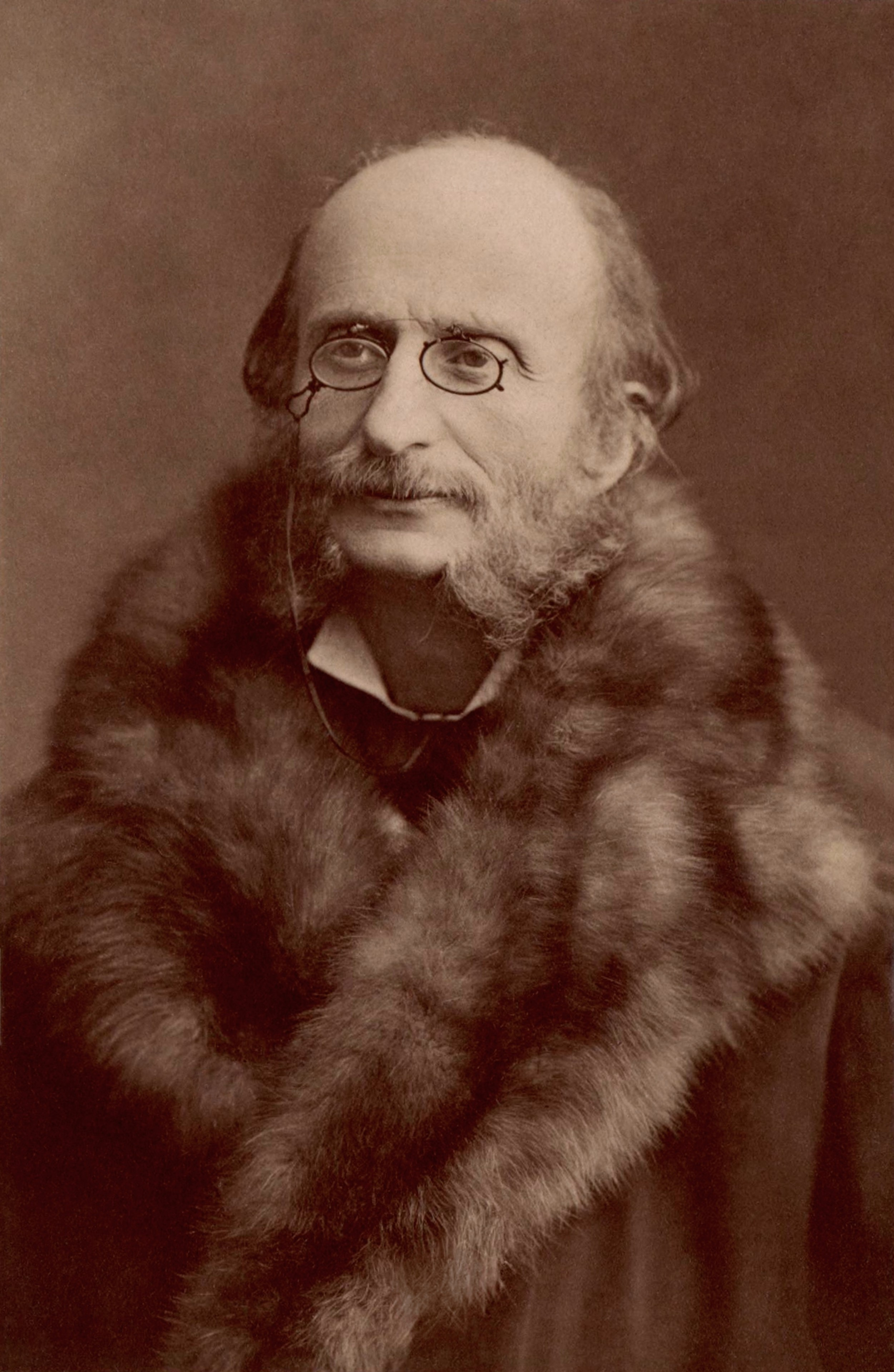
Jacques Offenbach

Frihetsbröderna (franska: Les Brigands) är en fransk operett (opéra bouffe) i tre akter med musik komponerad 1869 av Jacques Offenbach till ett libretto av Henri Meilhac och Ludovic Halévy, som parodierade såväl seriös dramatik (Schillers teaterpjäs Rövarbandet) som opéra comique (Fra Diavolo och Les Diamants de la couronne av Daniel Auber). Handlingen är lekfullt amoralisk i sin presentation av stöld som en grundläggande princip i samhället snarare än en avvikelse. Som rövarhövdingen Falsacappa noterar: "Alla stjäl enligt sin ställning i samhället". Verket hade premiär i Paris 1869 och har åtnjutit periodvisa nyuppsättningar i Frankrike och annorstädes, både på franska och i översättningar. En andra version i form av ett sagospel ("Feeri") sattes upp på Théâtre de la Gaîté i december 1878.
Frihetsbröderna har en mer innehållsrik handling än många av Offenbachs andra operetter och sångerna är mer integrerade i historien. Lag och ordning upprätthålls av de fumliga carabinieri, vars överdrivna klädsel roade parispubliken på premiären. Förutom polisen övades även satir mot finansmännen. En artikel i New York Times från 1983 påstod att musiken inspirerade Georges Bizet att komponera Carmen medan andra referenser i litteraturen om Offenbach inte nämner något sådant inflytande.

## Historia
Den 15 oktober 1867, medan fortfarande Storhertiginnan av Gerolstein spelades på Théâtre des Variétés, meddelade pressen att Offenbach var i färd med att komponera Frihetsbröderna för samma teater. I januari 1868 kunde librettisterna Meilhac och Halévy presentera två akter av operetten för teaterdirektören Hippolyte Cogniard och även meddela verkets fullbordan till oktober samma år. Den 28 januari 1868, förmodligen som ett resultat av deras presentation, efterfrågade Offenbach resten av texten från Halévy för att kunna slutföra musiken. Partituret såldes till musikförlaget Colombier i februari 1868. Projektet fick skjutas upp när sångerskan Hortense Schneider, som brutit sitt kontrakt med Théâtre du Châtelet den 13 januari 1868, återvände till Théâtre des Variétés. Frihetsbröderna innehöll dock ingen roll för henne, men väl i La Périchole som hade premiär den 6 oktober 1868..
Arbetet med Frihetsbröderna återupptogs året därpå. I ett brev till Halévy från den 2 april 1869 beklagade sig Offenbach över arbetets framsteg och att det "tar tre månader att tonsätta texten". Halévy tillrättavisade honom för "ett sådant klagobrev" och den 12 april svarar Offenbach sin librettist: "Se över första aktens nummer; de är inte i balans och de som är det är inte bra". Den 3 juni föreslår Offenbach en arbetsträff med sina librettister i Étretat och kräver att få texten till akt tre.
Samarbetet syntes ha varit ganska stormigt. Den 24 juli begärde Offenbach att få "skjuta upp" läsningen av texten till slutet av augusti. Han förklarade för Halévy: "Det är inte du som är problemet utan Meilhacs lättja". Den 28 juli förklarade han på nytt: "Jag åtar mig de tider som fastställts av dig för, men under förutsättning att jag har numren i tid för att hinna tonsätta dem". Han avslutade sitt brev med att halvt gratulera sin librettist och förklarade: "Det du skickade till mig är väldigt bra, men jag behöver en effekt i andra akten och jag har det inte än."
I slutet av augusti 1869 fick Offenbach på nytt förklara sina önskemål för librettisterna: "Du talar alltid om 2:a akten av Sköna Helena, där alla nummer befinner sig på rätt plats och i rätt situation. Jag begär inte kvantitet, men kvalitet. Utan en situation blir musiken absurd och irriterande för publiken. Jag ber om händelser att tonsätta och inte verser på verser (...).". Han fortsatte: "i andra akten fick jag ingen situation; den måste finnas; den måste vara lätt, den andra akten måste vimla av komiska situationer. (...)." Han avslutade sitt brev med instruktioner till första akten: "Inledning: Dupois ballad [Nr 1C. Falsacappas kuplett] ska göras om. När det gäller kören [nr 3] ("Nous avons pris ce petit homme") måste den hålla på till det ögonblick då Fragoletto ser Ginévra [det ursprungliga namnet på Fiorella], så att jag kan ta upp det första motivet. Duetten [nr 5] måste göras om helt då Ginévras första berättelse visar honom vägen. Fragolettos sång [nr 6]: många detaljer att lägga till. Finalen [nr 7]: massor av detaljer förutom Ginévras andra sånger. Du förstår att vi behöver minst två dagar.".
Den 14 september, på grund av arbetets långsamhet, är Offenbach åter förvånad: "Jag skulle vilja veta om vi för ett verk för den här vintern". Till svaret från sina librettister utropade han den 21 september: "Så om jag inte hade skrivit till dig skulle jag ha läst i tidningarna att tack vare dig så hade jag inget stycke på "Variétes" denna vinter". Trots dessa ansträngda förhållanden avslutas arbetet under oktober 1869.

## Repetition och premiär

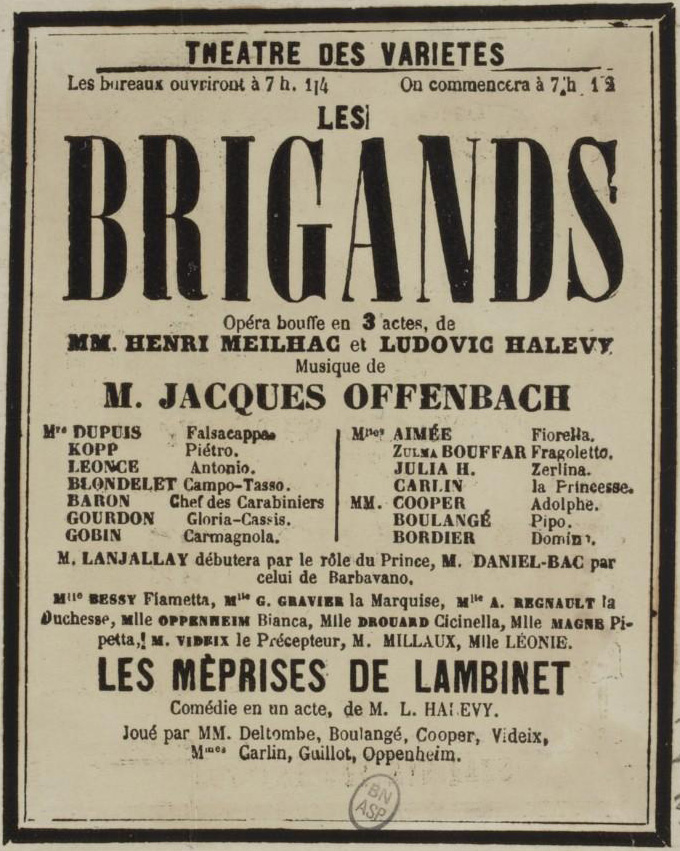
Affisch från premiären.

Le Figaro tillkännagav den 2 november 1869 att premiären av operetten hade försenats på grund av en sjukdom hos Offenbach och skjutits upp till december månad. I slutet av november presenterade pressen den tryckta texten som planerats "till de första dagarna i december". Generalrepetitionen av första akten ägde rum fredagen den 26 november och den slutade med "en av de ovationer som man inte glömmer" från artisterna till Jacques Offenbach. Théâtre des Variétés tog en paus från tisdag 30 november för att preliminärt ge verket tisdag 7 december. Premiären sköts först upp till 8 december, sedan till 9 december och slutligen till 10 december.
Operetten hade urpremiär på Théâtre des Variétés i Paris den 10 december 1869, tre dagar efter premiären av Offenbachs La Princesse de Trébizonde på Théâtre des Bouffes-Parisiens. Offenbach bearbetade verket till en version i fyra akter med premiär på Théâtre de la Gaîté den 25 december 1878. Operetten blev mycket populär mot slutet av Andra franska kejsardömet. I och med utbrottet av Fransk-tyska kriget i juli 1870 dämpades entusiasmen. Men den 3 augusti återupptogs produktionen och spelades fram till och med den 15 augusti. Från sista föreställningen skrev Le Figaro: "som ett [patriotiskt] mellanspel hörde vi Marseljäsen, Le Rhin allemand och några passande stycken". Åtta månader efter vapenstilleståndet den 28 januari 1871 sattes operetten framgångsrikt upp på nytt lördagen 2 september 1871. Le Figaro skrev: "Frihetsbröderna hade en framgång igår, kanske till och med större än vid den första föreställningen."
Frihetsbröderna sattes regelbundet upp på Théâtre des Variétés under 1870-talet och 1874 uttalade sig Jacques Offenbach starkt mot regissören: "Reprisen av Frihetsbröderna är en dålig repris. Du tar upp Frihetsbröderna och Pariserliv för att fylla luckorna, det ger ingen vinst med en repris".
Du återupptar nu och Les Brigands och La Vie [Parisienne] , för att fylla i luckorna har vi inte längre fördelarna med en verklig övertagande"..

### Internationella uppsättningar
Operetten sattes 1870 upp i Wien, Antwerpen, Prag, Berlin, Madrid, Budapest, New York och även i Stockholm där den översattes till svenska av Ernst Wallmark och den svenska premiären ägde rum på Djurgårdsteatern den 27 augusti samma år. Den har senare uppförts i Sverige på Oscarsteatern 1906, 1912 och 1921, av Albert Ranfts ambulerande lyriska sällskap 1910 samt på Stockholmsoperan med premiär den 30 augusti 1928. På Norrlandsoperan sattes den upp under titeln Rövarna 1998 med Tommy Körberg i titelrollen, då kallad Stralamador. Regissör Ronny Danielsson, översättning Lars Forssell.

## Mottagande
Redan före den detaljerade recensionen återgav Le Figaro "Carabinieri-kören", som fick tas om på premiärkvällen. Tidningen skrev vidare: "Första akten av 'Frihetsbröderna' avgjorde styckets framgång. Ett hejdlöst skratt spreds sig i salongen vid karabinjärernas entré. Man måste se, man måste höra överkonstapel Baron säga, med en basröst som följer orkesterns rytmiska mönster: 'Vi är karabinjärerna, hemmets säkerhet; Men av en olycklig slump, för var och ens beskydd, kommer vi alltid för sent!'". De två följande akterna föreföll i jämförelse mindre framgångsrika: "de släpar och är lite tomma på innehåll".
Trots framgången för duon Zulma Bouffar (Fragoletto) och Aimée (Fiorella) som "sjöng med stor glöd och naturlighet", kunde Le Figaro inte låta bli att notera frånvaron av Hortense Schneider: "Det finns två stora kvinnliga roller i Frihetsbröderna: en skulle ha varit tillräckligt om han hade hetat Hortense Schneider". De manliga rollerna undgick inte kritik med undantag för "karabinjären Baron, med sitt gevär, sin hjälm och sina epåletter! Oavsett om Paris gillar Frihetsbröderna av herrar Meilhac, Halévy och Offenbach, kommer Paris att vilja se karabinjärpatrullen ledas av den store Baron!"
Föreställningen den 12 december 1869 inbringade 5 501 francs, ett rekord för Théâtre des Variétés vid den tiden före Storhertiginnan av Gérolstein. De följande dagarnas inkomster ligger över 4 000 francs. De första 25 föreställningarna av Frihetsbröderna ingav  116635 francs eller i genomsnitt 4 600 francs per föreställning. Som tack för framgången inbjöds ensemblerna från La Princesse de Trébizonde och Frihetsbröderna onsdagen den 23 februari 1870 till Grand-Hôtel "där Maestro Offenbach [förärade] dem hedersbetygelserna av en gastronomisk och koreografisk fest som det kommer att talas länge om i historien".. Den 8 mars "tillkännagav [teatern] 'Les Variétés' de sista föreställningarna av 'Frihetsbröderna'". Den 100:e föreställningen ägde rum den 18 mars. Den sista och 107:e föreställningen gavs fredagen den 25 mars 1870.

## 1878 års version

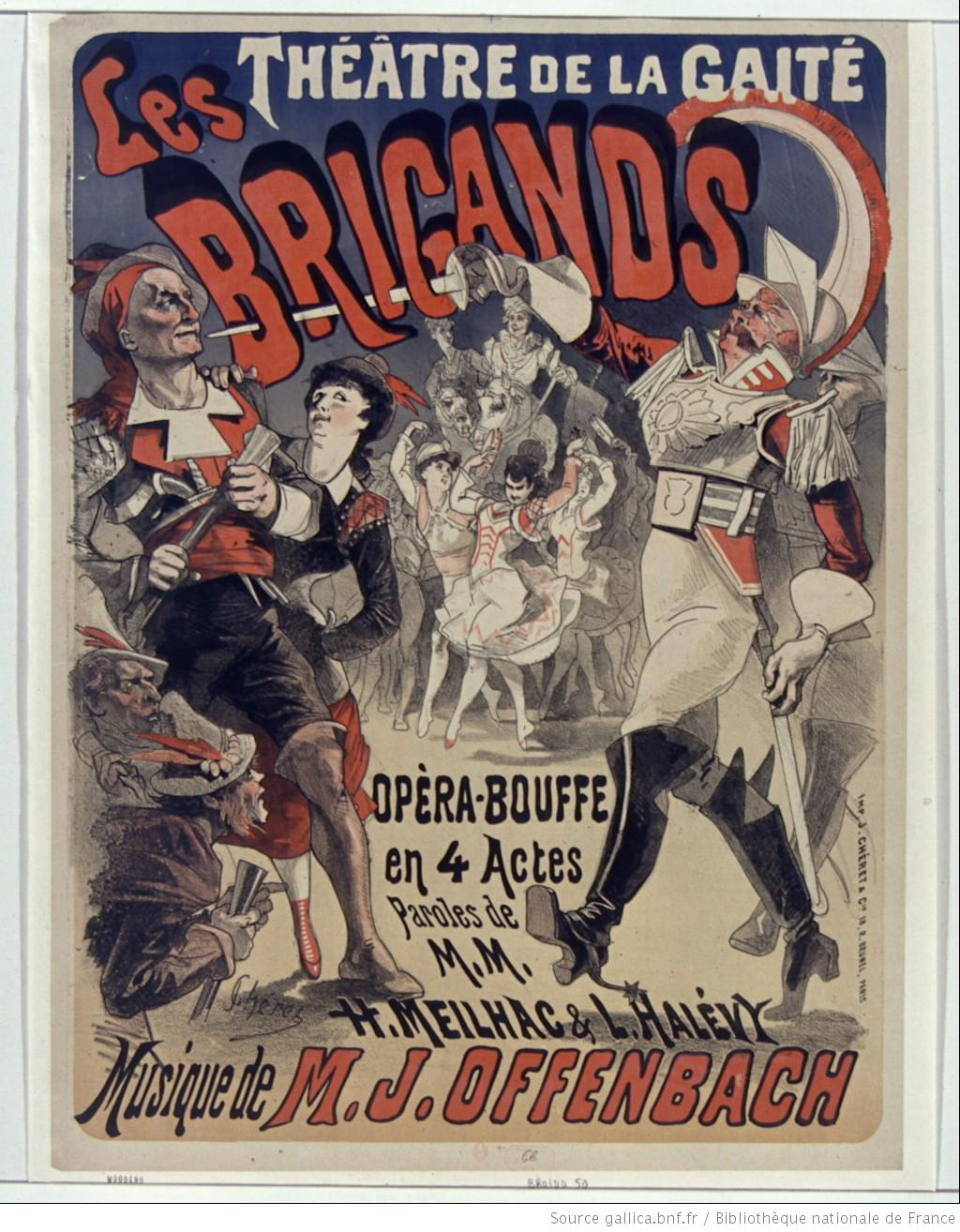
Affisch av Jules Chéret (1878)

En ny version av Frihetsbröderna, nu i 3 akter och 4 tablåer, iscensattes på Théâtre de la Gaîté onsdagen 25 december 1878. Till nypremiären hade effekterna på scenen ökar i antal: "allt måste naturligtvis ta stora proportioner".. Den tredje akten bestod nu av två tablåer. En tjurfäktningsscen hämtades från Victorien Sardous pjäs Don Quichotte (1864) och det valet sågs som en "slutfinal, [som] korresponderar mot Makarts berömda målning Karl V:s intåg i Antwerpen. Målningens användning i operetten fick Le Figaro att anmärka: "Man ersatte det gamla resultatet, vars snabbhet var den största förtjänsten, med en parad och en kavalkad vars behov inte kändes absolut".
Handlingen modifierades: "Falsacappa accepterar 1000-francsedeln från kassören, man förbereder sig för att fira prinsens och Fiorellas äktenskap när Granadas verkliga ambassad anländer. En scenändring förflyttar händelserna till torget i Mantua som omges av en triumfbåge. (…) Processionsparaderna, ett skådespel utsmyckat med en balett (…) och en kavalkad".
Till den nya versionen utökade Offenbach orkestern till 52 musiker. I ett brev till Ludovic Halévy från januari 1878 skrev han: "Berätta för dirigenten på 'La Gaîté' att jag behöver komplettera orkestreringen av 'Frihetsbröderna' genom att lägga till en oboe, en fagott, 2 horn och 2 tromboner." Vidare komponerade han tre baletter: en i slutet av första akten ["rövarna i månskenet"], en "spansk" balett i andra akten och en tredje ["des Italiennes"] i tredje aktens andra scen. Han skrev även en aria till Fiorella genom att upprepa La Malagueña [Nr 15] från sin operett Maître Péronilla, vilken hade haft premiär den 13 mars 1878.

## Personer
| Roller | Röststämma  | Premiärbesättning 10 december 1869 Dirigent: Jacques Offenbach |
| --- | ----------- | -------------------------------------------------------------- |
| Adolphe de Valladolid                                                                                     | tenor       | Henri Venderjench 'Cooper'                                     |
| Antonio, Hertigens skattmästare                                                                           | tenor       | Léonce                                                         |
| Barbavano                                                                                                 | bas         | Daniel Bac                                                     |
| Baron de Campo-Tasso                                                                                      | tenor       | Charles Blondelet                                              |
| Carmagnola                                                                                                | tenor       | Gobin                                                          |
| Comte de Gloria-Cassis                                                                                    | tenor       | Gourdon                                                        |
| Domino | tenor       | Bordier                                                        |
| Hertigen av Mantoue                                                                                       | baryton     | Constant Lanjallais                                            |
| Falsacappa, rövarhövdingen                                                                                | tenor       | José Dupuis                                                    |
| Fiorella, habs dotter                                                                                     | sopran      | Marie Aimée                                                    |
| Fragoletto, en bonde                                                                                      | mezzosopran | Zulma Bouffar                                                  |
| Hertiginnan                                                                                               | sopran      | A Régnault                                                     |
| Pipa, Pipos hustru                                                                                        | sopran      | Léonie                                                         |
| Pipetta, Pipos dotter                                                                                     | sopran      | Fanny Génat                                                    |
| Pipo, en värdshusvärd                                                                                     | tenor       | Boulange                                                       |
| Piétro, löjtnant                                                                                          | tenor       | Jean-Laurent Kopp                                              |
| Prinsessan av Grenada                                                                                     | sopran      | Lucciani                                                       |
| Zerlina                                                                                                   | sopran      | Julia H.                                                       |
| Bianca | sopran      | Oppenheim                                                      |
| Fiametta                                                                                                  | soprano     | Bessy                                                          |
| Ciccinella                                                                                                | soprano     | Douard                                                         |
| Marquise                                                                                                  | sopran      | Gravier                                                        |
| Chefen för carabinieri                                                                                    | baryton     | Baron                                                          |
| Domaren                                                                                                   | bas         | Videix                                                         |
| Kör: Rövare, Carabinieri, bönder, kockar, pager vid hovet, herrar och damer vid hovet, prinsessans pager. |             |                                                                |

## Handling

### Akt I
En bergstrakt
Rövarna samlas i skymningen, men några av dem klagar för Falsacappa att de inte kan leva anständigt på bytet. Han lovar en omedelbar och lönsam utdelning. Bröllopet mellan prinsessan av Granada och hertigen av Mantoue har tillkännagivits och rövarbandet kommer finnas där.
Hans dotter Fiorella har förälskat sig i den unge bonden Fragoletto, vars bondgård bandet nyligen plundrade, och hon börjar tvivla på dem. Hon visar vicechfen Piétro ett litet självporträtt hon har målat. Fragoletto förs in av några av rövarna, inte helt ovilligt då han ber om Fiorellas hand samt att få förena sig med bandet. Falsacappa går med på det om Fragoletto visar sig värdig.
Fiorella blir ensam med Piétro då en vacker främling kommer in. Han har gått vilse och blir betagen i henne. När Piétro går efter hjälp beslutar hon sig för att varna främlingen, som i själv verket är hertigen, att fly. Fragoletto anländer med ett uppsnappat meddelande om det kungliga bröllopet och övertalar rövarna att koncentrera sig på den stora hemgiften i stället för den skuld han är skyldig dem. Falsacappa byter ut bilden på prinsessan mot ett av hans dotter. Fragoletto har nu förtjänat sin plats bland rövarna. När de firar sin nye medlem hör de trampet av karabinjärerna närma sig, men marscherar förbi utan att upptäcka rövarna.

### Akt II
Ett värdshus

Dekorskiss till akt II utförd av Carl Grabow.

Delegationen från Mantua är på väg till Pipos värdshus. Rövarna har klätt ut sig till tiggare och träder in i värdshuset. De överrumplar personalen och planerar att klä ut sig till kockar och servitörer, och när delegationen anländer kommer de ta dem till fånga och ta deras kläder, så att när delegationen från Granada anländer kommer de i sin tur överraska dem, ta deras kläder och bege sig till Mantua och där presentera Fiorella som prinsessan vars medföljare (en förklädd Piétro) är värd tre miljoner. Fiorella begär sitt pris: Fragolettos hand och förklädnaden börjar.
När delegationen från Mantua anländer anförd av baron de Capmpotasso och karabinjärerna blir de tillfångatagna. Men rövarna hinner nätt och jämnt ta deras kläder innan delegationen från Granada anländer. Efter en spansk dans hälsar Falsacappa dem välkomna. Delegationen blir bekymrade när de beordras gå till sängs (klockan två på eftermiddagen) men de gör som de blir tillsagda. Rövarna tar deras kläder och inväntar nästa moment. Men Pipo lyckas fly och ropar på hjälp. Rövarna övermannar karabinjärerna som hunnit berusa sig på vinet i källaren, och beger sig mot Mantua.

### Akt III
En sal i Mantua
Hertigen drar nytta av sina sista timmar som ungkarl genom att ta farväl av sina älskarinnor. Porträttet av sin kommande brud påminner honom om den bondflicka som hjälpte honom i bergen och som han har letat efter sedan dess. Han ser också fram emot att betala sin skuld på tre miljoner. När den falska delegationen från Mantua anländer blir hertigen glad att åter se Fiorella, och även hon känner igen främlingen som gick vilse i bergen. Den falska prinsessan introducerar Fragoletto som sin page.
När Falsacappa ber om pengarna visar det sig att hertigens skattmästare har förskingrat hemgiften. Falsacappa blir rasande men då anländer de båda delegationerna åtföljda av karabinjärerna. Den riktiga prinsessan kommer in. Rövarna erkänner vilka de är men när Fiorello gör entré i samma klänning från akt I och påminner hertigen att hon räddade honom från rövarna går han med på att benåda dem och de svär att leva ett hederligt liv hädanefter.

## Musiknummer
Akt 1
- No.1 A – Chœur des brigands: 'Le cor dans la montagne'
- No.1 B – Couplets des jeunes filles: 'Déjà depuis une grande heure'
- No.1 C – Couplets de Falsacappa: 'Qui est celui qui par les plaines'
- No.1 D – Strette
- No.1 Bis – Melodrame;
- No.2 – Couplets de Fiorella: 'Au chapeau je porte une aigrette'
- No.3 – Morceau d'ensemble: 'Nous avons pris ce petit homme'
- No.4 – Couplets de Fragoletto: 'Quand tu me fis l’insigne honneur...'
- No.4 Bis – Choir de sortie: 'Nous avons pris ce petit homme'
- No.5 – Rondo: 'Après avoir pris à droite'
- No.6 – Saltarelle: 'Ce petit est un vrai luron'
- No.7 – Finale A – Choir la réception: 'Pour cette ceremonie'/B – 'Jure d'avoir du courage... Vole, vole, pille, vole'/C – Orgie: 'Flamme claire'/D – Choir des carabiniers: 'Nous sommes les carbiniers'/E – Strette: 'Flamme claire'

Akt 2
- Entracte
- No.9 – Choir: 'Les fourneaux sont allumés' (Fiorella, Fragoletto)
- No.10 – Canon: 'Soyez pitoyables'
- No.11 – Duetto du Notaire: 'Hé! Là! Hé! Là!'
- No.12 – Trio des marmitons: 'Arrête-toi Donc, Je t'en prie' (Fragoletto, Falsacappa, Pietro)
- No.13 – Choir et melodrame: 'A nous, holà! les marmitons'
- No.14 – Choir et couplets de l'ambassade: 'Dissimulons, dissimulons... Nous avons ce matin tous deux' (Campo Tasso, le capitaine)
- No.15 – Choir, melodrame et scene, couplets: 'Entrez-là!... Grenade, Infante des Espagnes...Jadis vous n'aviez qu'une patrie'
- No.16 – Couplets de Fiorella: 'Je n’en sais rien, Madame'
- No.17 – Finale: Choir, Ensemble, Scene: 'Entrez-là!... Tous sans trompettes ni tambour... Quels sont ces cris?...'

Akt 3
- No.18 – Entracte
- No.19 – Chœur de fête et couplets du prince: 'L'aurore paraît... Jadis régnait un prince'
- No.20 – Couplets du caissier: 'O mes amours, O mes maîtresses'
- No.21 – Morceau d’ensemble: Voici venir la princesse et son page'
- No.22 – Finale: 'Coquin, brigand, traître, bandit!'

## Kuriosa
- Enligt en anekdot, som publicerades 1875, skulle librettisterna ha blivit inspirerade till "Carabinierikören" ('Vi är karabinjärerna, hemmets säkerhet; Men av en olycklig slump, för var och ens beskydd, kommer vi alltid för sent!') av en kommentar från regissören under en repetition. Då karabinjärerna skulle ha rusat in för att slåss mot rövarna lär regissören ha ropat "För sent, karabinjärer!".[52] Frasen "komma som karabinjärer" blev ikonisk och populär: den återfinns bland annat i uppslagsverket Le Larousse du xxe siècle.[53]

- Författaren Hergé lägger orden i munnen hos kapten Haddock i seriealbumet Castafiores juveler (1963)[54]: Dupondtarna anländer till slottet Moulinsart för att bevaka operasångerskan Bianca Castafiore juveler. Kapten Haddock frågar ironiskt om de "händelsevis ha gjort militärtjänst som karabinjärer hos Offenabch?", varpå en av dem svarar "Karabinjärer? Nej, vid ingenjörstrupperna. Hur så?". Tintin förklarar att de kommer för sent, precis som polisen i Offenbachs Frihetsbröderna, juvelerna är redan stulna.

## Rollfoton

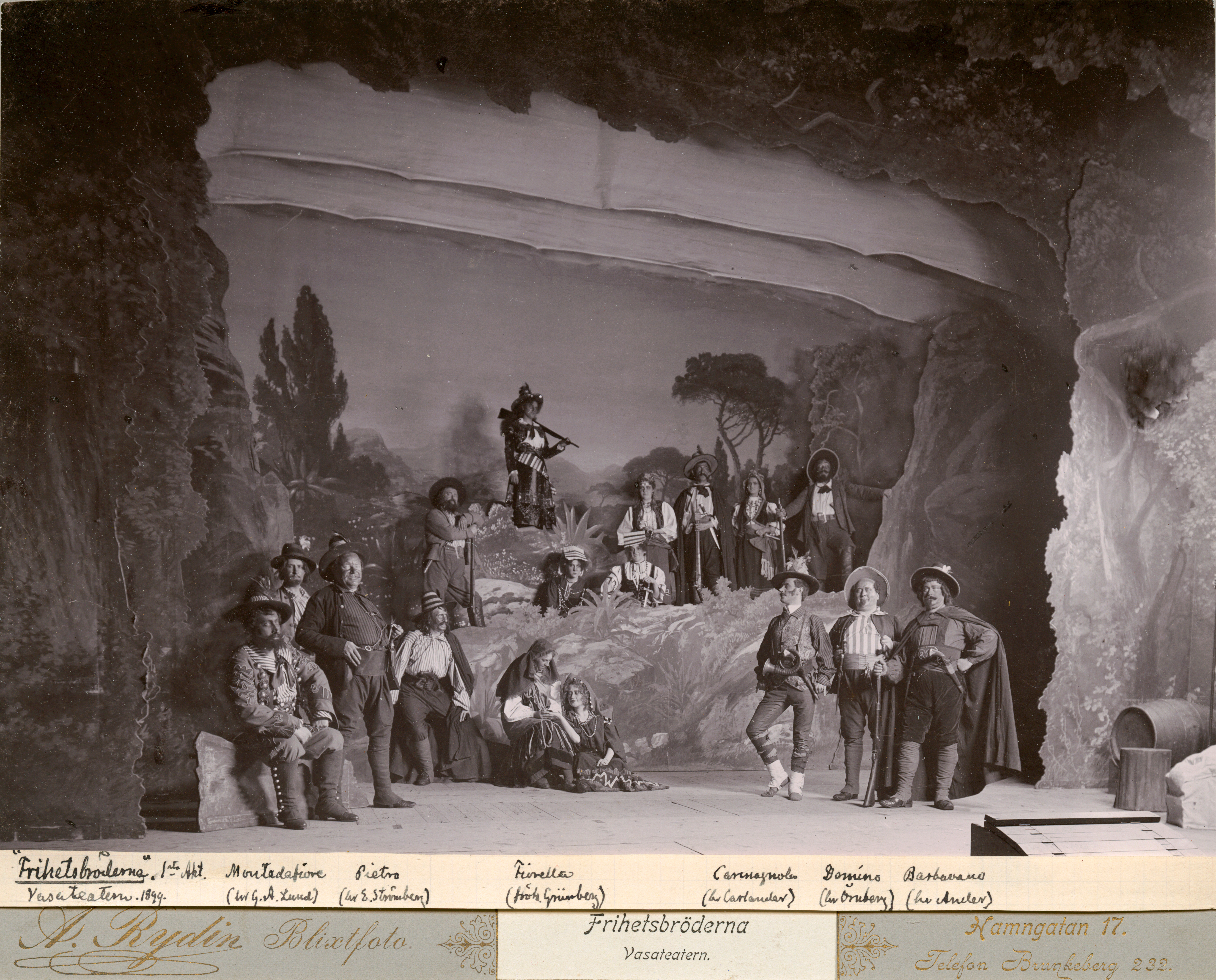
Frihetsbröderna. Akt 1 i uppsättningen på Vasateatern, Stockholm, 1899.
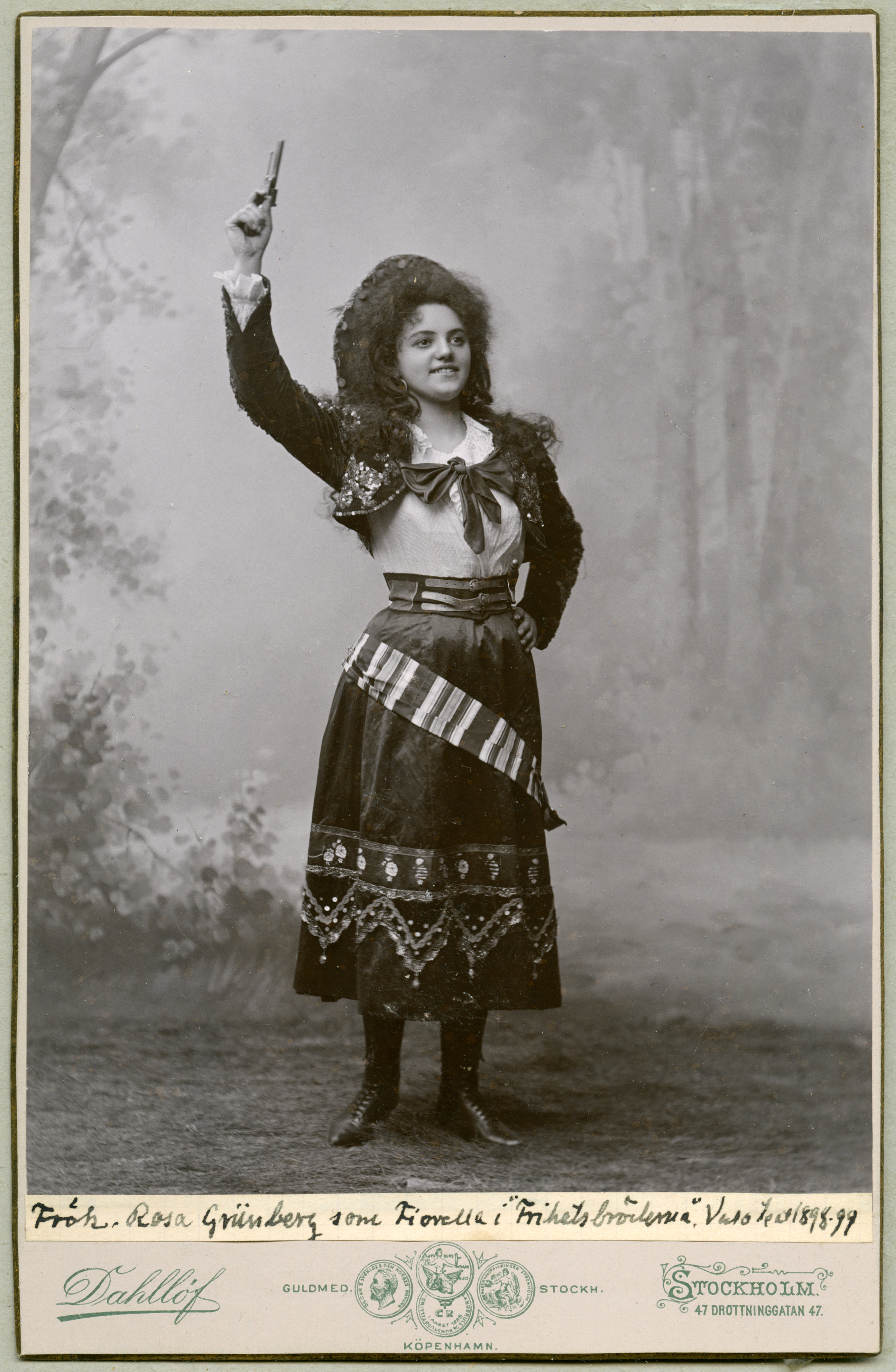
Rosa Grünberg som Fiorella på Vasateatern 1898.
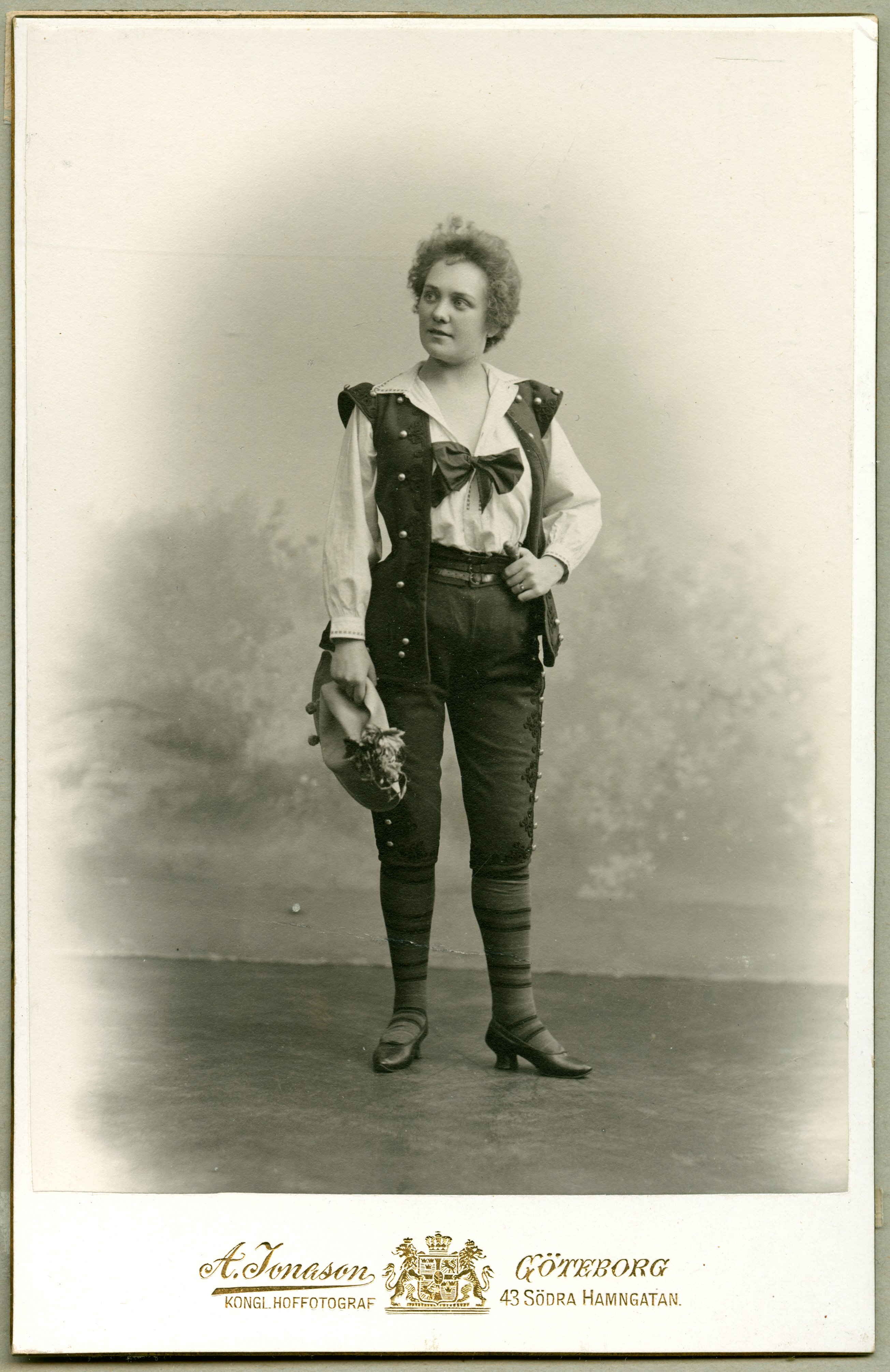
Inga Berentz på Vasateatern 1898.
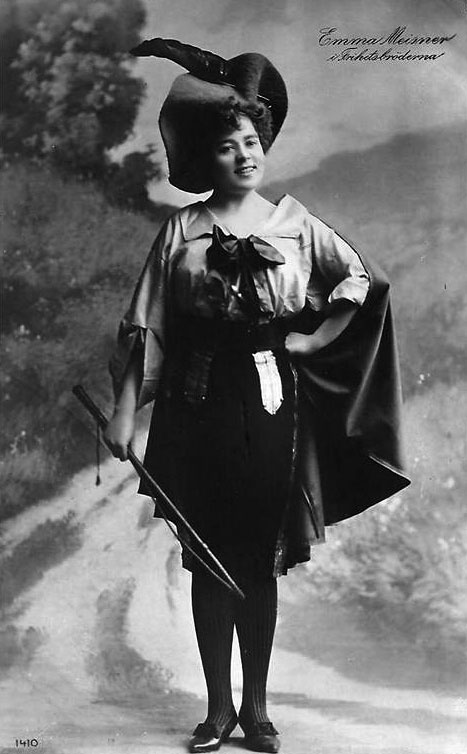
Emma Meissner som Fragoletto på Oscarsteatern 1906.
Blenda Lublin som Fiorella på Södra teatern 1871.